# Digital Data Storage
Digital Data Storage (DDS, рус. Хранилище цифровых данных) — технология хранения компьютерных данных, которая основана на формате цифровой аудиокассеты (DAT), разработанной в 1980-х годах. DDS в первую очередь предназначен для использования в качестве автономного хранилища, особенно для создания резервных копий рабочих данных.
Картридж DDS использует ленту шириной 3,81 мм, за исключением последних форматов, DAT-160 и DAT-320, оба которых используют ленту шириной 8 мм. Первоначально лента была 60 метров (197 футов) или 90 метров (295 футов) в длину. Достижения в области технологии материалов позволили значительно увеличить длину в последующих версиях. Накопитель на магнитной ленте DDS использует спиральное сканирование записи, тот же процесс, который используется в кассетном видеомагнитофоне (VCR).
Обратная совместимость между новыми дисками и старыми картриджами не гарантируется; должны быть проведены консультации по совместимости матриц, предоставляемых производителями. Как правило, накопители могут считывать и записывать информацию на ленту в формате предыдущего поколения, причем большинство (но не все) также могут считывать и записывать на ленты из двух предыдущих поколений. Обратите внимание, в статье компании HP, новые стандарты ленты отличаются не только большей длиной; например в DDS-2 дорожка была более узкой чем в DDS-1.
В свое время, DDS соревновалась с форматами Linear Tape-Open (LTO), Advanced Intelligent Tape (AIT), VXA и Travan. Однако, AIT, Travan и VXA потеряли свою популярность, а емкость LTO значительно превзошла самый последний стандарт DDS — DDS-320.

## Поколения
| Формат  | Дата     | Ширина ленты (мм) | Шаг дорожки (мкм) | Длина ленты (м) | Оригинальная ёмкость (ГБ) | Емкость при условии сжатия 2:1 (ГБ) | Вращение барабана скорость (обор./мин) | Передача данных скорость (МБ/с) |
| ------- | -------- | ----------------- | ----------------- | --------------- | ------------------------- | ----------------------------------- | -------------------------------------- | ------------------------------- |
| DDS-1   | 1989     | 3,81              | 13,6              | 60/90           | 1,3/2,0                   | 2,6/4                               | 2000, 2551                             | 0,183                           |
| DDS-2   | 1993     | 3,81              | 9,1               | 120             | 4,0                       | 8                                   | 4000, 4400, 5737, 8500                 | 0,360-0,720                     |
| DDS-3   | 1996     | 3,81              | 9.1               | 125             | 12,0                      | 24                                  | 3825, 4252                             | <1,5                            |
| DDS-4   | 1999     | 3,81              | 6,8               | 150             | 20,0                      | 40                                  | 11400                                  | 1,0-3,2                         |
| DAT-72  | 2003     | 3,81              | 5,4               | 170             | 36,0                      | 72                                  | 8609,7, 10000                          | 3,2                             |
| DAT-160 | 2007     | 8                 | 6,8               | 154             | 80                        | 160                                 | 6457                                   | 6,9                             |
| DAT-320 | 2009     | 8                 |                   | 153             | 160                       | 320                                 |                                        | 12                              |
| (Gen 8) | canceled | 8                 |                   |                 | ~300                      | ~600                                |                                        | ≥16                             |

### DDS-1
Сохраняет до 1,3 Гб данных без сжатия (2,6 ГБ со сжатием) на 60м-картридже или 2 Гб данных без сжатия (4 Гбайт со сжатием) на 90м-картридже.
Картридж DDS-1 часто не имеет обозначения -1, поскольку изначально это был единственный формат, хотя картриджи, выпущенные после введения DDS-2, могут иметь обозначение -1, чтобы отличать этот формат от новых форматов. Система распознавания носителей была представлена с накопителями и картриджами DDS-2 для обнаружения типа носителя и предотвращения загрузки неподходящего носителя. С 1993 года ленты DDS-1 включали метки системы распознавания носителей на ведущей ленте — особенность, отмеченная наличием четырех вертикальных полос рядом с логотипом DDS.

### DDS-2
Хранит до 4 Гб данных без сжатия (8 ГБ со сжатием) на 120м-картридже.

### DDS-3
Хранит до 12 Гб данных без сжатия (24 Гб со сжатием) на 125м-картридже. DDS-3 использует технологию PRML (Partial Response Maximum Likelihood), чтобы минимизировать электронный шум для более чистой записи данных.

### DDS-4
DDS-4 хранит до 20 Гб данных без сжатия (40 ГБ со сжатием) на 150м-картридже. Этот формат также называется DAT 40.

### DAT 72
DAT 72 хранит до 36 Гб данных без сжатия (72 ГБ со сжатием) на 170м-картридже. Стандарт DAT 72 был разработан компаниямии HP и Certance. Он имеет тот же форм-фактор что и DDS-3 и DDS-4 , и иногда упоминается как DDS-5.

### DAT 160
DAT 160 который начал использоваться HP в июне 2007 года, способен хранить до 80 ГБ данных без сжатия (160 ГБ со сжатием). Основное отличие от предыдущих поколений — это ширина ленты. DAT 160 использует ленту шириной 8 мм в немного более толстом картридже, в то время как все предыдущие версии используют ленту шириной 3,81 мм. Несмотря на разницу в ширине ленты, накопители DAT 160 могут загружать картриджи DAT-72 и DAT-40 (DDS-4). Собственная емкость составляет 80 ГБ, а собственная скорость передачи данных была увеличена до 6,9 МБ/с, в основном за счёт удлинения контакта головки/ленты до 180° (по сравнению с 90° ранее). Изначально интерфейсами подключения были Parallel SCSI и USB, позже появилась реализация с интерфейсом SAS.

### DAT 320
В ноябре 2009 года HP анонсировала стандарт DAT-320, который хранит до 160 ГБ данных без сжатия (обозначается как 320 ГБ при условии сжатия 2:1) на картридж.

### Будущее
Следующий формат, Gen 8, был отменен.

## Официальные стандарты
- ECMA-139 ISO/IEC 10777:1991, Спецификация DDS.  Архивная копия от 27 декабря 2019 на Wayback Machine
- ECMA-146 ISO/IEC 11321:1992, Спецификация DATA/DAT.  Архивная копия от 27 декабря 2019 на Wayback Machine
- ECMA-150 ISO/IEC 11557:1992, Спецификация DDS-DC (DDS с компрессией).  Архивная копия от 27 декабря 2019 на Wayback Machine
- ECMA-151 Архивная копия от 8 января 2020 на Wayback Machine ISO/IEC 11558:1992, Спецификация DCLZ (алгоритм сжатия).  Архивная копия от 27 декабря 2019 на Wayback Machine
- ECMA-170 ISO/IEC 12447:1993, Спецификация DDS (для лент длиной 60м и 90м).  Архивная копия от 27 декабря 2019 на Wayback Machine
- ECMA-171 ISO/IEC 12448:1993, Спецификация DATA/DAT-DC (для лент длиной 60м и 90м).  Архивная копия от 27 декабря 2019 на Wayback Machine
- ECMA-198 ISO/IEC 13923, Спецификация DDS-2.  Архивная копия от 27 декабря 2019 на Wayback Machine
- ECMA-236 ISO/IEC 15521, Спецификация DDS-3.  Архивная копия от 27 декабря 2019 на Wayback Machine
- ECMA-288 Архивная копия от 8 января 2020 на Wayback Machine ISO/IEC 17462, Спецификация DDS-4.  Архивная копия от 22 сентября 2020 на Wayback Machine